# Królewo (województwo mazowieckie)
Królewo – wieś sołectwo w Polsce położona w województwie mazowieckim, w powiecie płońskim, w gminie Joniec. Leży nad Wkrą dopływem Narwi.
Miejscowość jest siedzibą rzymskokatolickiej parafii św. Zygmunta.
W latach 1954–1958 wieś należała i była siedzibą władz gromady Królewo, po jej zniesieniu w gromadzie Joniec. W latach 1975–1998 miejscowość administracyjnie należała do województwa ciechanowskiego.